# Thil (Ain)
Thil és un municipi francès situat al departament de l'Ain i a la regió d'Alvèrnia-Roine-Alps. L'any 2007 tenia 1.079 habitants.

## Demografia

### Població
El 2007 la població de fet de Thil era de 1.079 persones. Hi havia 340 famílies de les quals 48 eren unipersonals (24 homes vivint sols i 24 dones vivint soles), 88 parelles sense fills, 180 parelles amb fills i 24 famílies monoparentals amb fills.
La població ha evolucionat segons el següent gràfic:
Habitants censats

### Habitatges
El 2007 hi havia 367 habitatges, 351 eren l'habitatge principal de la família, 13 eren segones residències i 3 estaven desocupats. 343 eren cases i 18 eren apartaments. Dels 351 habitatges principals, 310 estaven ocupats pels seus propietaris, 33 estaven llogats i ocupats pels llogaters i 8 estaven cedits a títol gratuït; 2 tenien una cambra, 7 en tenien dues, 19 en tenien tres, 83 en tenien quatre i 240 en tenien cinc o més. 309 habitatges disposaven pel capbaix d'una plaça de pàrquing. A 106 habitatges hi havia un automòbil i a 234 n'hi havia dos o més.

### Piràmide de població
La piràmide de població per edats i sexe el 2009 era:
| Homes | Edats   | Dones |
| ----- | ------- | ----- |
| 0     | 95 o +  | 0     |
| 0     | 90 a 94 | 0     |
| 0     | 85 a 89 | 4     |
| 0     | 80 a 84 | 12    |
| 4     | 75 a 79 | 8     |
| 12    | 70 a 74 | 8     |
| 20    | 65 a 69 | 4     |
| 20    | 60 a 64 | 28    |
| 32    | 55 a 59 | 28    |
| 52    | 50 a 54 | 40    |
| 48    | 45 a 49 | 40    |
| 20    | 40 a 44 | 36    |
| 56    | 35 a 39 | 52    |
| 16    | 30 a 34 | 24    |
| 24    | 25 a 29 | 16    |
| 20    | 20 a 24 | 40    |
| 56    | 15 a 19 | 24    |
| 36    | 10 a 14 | 36    |
| 40    | 5 a 9   | 40    |
| 20    | 0 a 4   | 20    |

## Economia
El 2007 la població en edat de treballar era de 715 persones, 537 eren actives i 178 eren inactives. De les 537 persones actives 511 estaven ocupades (281 homes i 230 dones) i 26 estaven aturades (13 homes i 13 dones). De les 178 persones inactives 44 estaven jubilades, 90 estaven estudiant i 44 estaven classificades com a «altres inactius».

### Ingressos
El 2009 a Thil hi havia 337 unitats fiscals que integraven 1.010,5 persones, la mediana anual d'ingressos fiscals per persona era de 24.050 €.

### Activitats econòmiques
Dels 36 establiments que hi havia el 2007, 2 eren d'empreses extractives, 5 d'empreses de fabricació d'altres productes industrials, 6 d'empreses de construcció, 8 d'empreses de comerç i reparació d'automòbils, 1 d'una empresa de transport, 2 d'empreses d'hostatgeria i restauració, 2 d'empreses financeres, 1 d'una empresa immobiliària, 4 d'empreses de serveis, 3 d'entitats de l'administració pública i 2 d'empreses classificades com a «altres activitats de serveis».
Dels 6 establiments de servei als particulars que hi havia el 2009, 2 eren fusteries, 1 lampisteria, 1 empresa de construcció, 1 restaurant i 1 agència immobiliària.
Dels 2 establiments comercials que hi havia el 2009, 1 era una botiga de més de 120 m² i 1 una joieria.
L'any 2000 a Thil hi havia 5 explotacions agrícoles.

## Equipaments sanitaris i escolars
El 2009 hi havia una escola elemental.

## Poblacions més properes
El següent diagrama mostra les poblacions més properes.